# Клич (село)
Клич (каз. Қылыш) — село у складі Жанааркинського району Улитауської області Казахстану. Входить до складу Актауського сільського округу.
Населення — 25 осіб (2021; 56 у 2009, 67 у 1999, 108 у 1989).
Національний склад станом на 1989 рік:
- казахи — 100 %.

У радянські часи село також називалось Килиш.